# Heinrich Friedrich Busche
Heinrich Friedrich Busche (* 6. November 1885 in Beckedorf; † 9. Dezember 1959 ebenda) war ein deutscher Bergmann und Politiker (SPD).
Nach dem Besuch der Volksschule wurde Busche Bergmann, später Gewerkschaftssekretär des Alten Bergarbeiterverbandes für Schaumburg und Schaumburg-Lippe.
Im  Ersten Weltkrieg war er von 1914 bis 1918 Kriegsteilnehmer. Nach Kriegsende wurde er 1919 Bürgermeister seines Heimatortes Beckedorf, 1924 Mitglied des Hannoverschen Provinziallandtages und 1927 Leiter des politischen Sekretariats der SPD des Kreises Grafschaft Schaumburg. 1933 inhaftierten ihn die Nazis als politischen Häftling im KZ Moringen. Nach dem Ende des Zweiten Weltkrieges wählte man ihn 1945 erneut zum Bürgermeister in Beckedorf.
Busche wurde Landrat im Kreis Grafschaft Schaumburg und war Mitglied des Kreistages und des Kreisausschusses. Zudem gehörte er in der ersten Wahlperiode vom 20. April 1947 bis 30. April 1951 dem Niedersächsischen Landtag an.